# Adeline de Choiseul
Adeline de Choiseul ou Ardelinde de Choiseul, née vers 1075 et morte après 1126, est dame de Choiseul et d'Aigremont. Elle est la fille de Renier de Choiseul, premier seigneur connu de Choiseul, et d'Ermangarde, peut-être issue de la maison des comtes de Tonnerre ou de Maligny.

## Biographie
Elle est la fille de Renier de Choiseul, premier seigneur connu de Choiseul, et d'Ermangarde, peut-être issue de la maison des comtes de Tonnerre. Par son mariage avec Olry d'Aigremont, elle devient dame d'Aigremont. À la mort sans descendance de son frère Roger de Choiseul, elle devient également dame de Choiseul.
En 1084, elle approuve avec son frère le don de leur père à l'abbaye de Molesme afin de fonder le prieuré de Varennes.
Au XIe siècle, elle crée avec son mari un oratoire au lieu-dit le Vieux-Morim et où s'installe un ermite du nom de Jean. En 1115, elle et son mari, avec le soutien de l'évêque de Langres Guillenc d'Aigremont et de l'abbé de Cîteaux Étienne Harding, fondent l'abbaye de Morimond à l'emplacement de cet oratoire.
À sa mort, elle est probablement inhumée à l'abbaye de Morimond.

## Mariage et enfants
Elle épouse Olry d'Aigremont, fils de Foulques de Serqueux et d'Eve de Reynel, dont elle a huit enfants :
- Foulques de Choiseul (mort après 1136) qui succède à sa mère et devient seigneur de Choiseul.
- Renier d'Aigremont (mort vers 1182-1183) qui succède à son père et devient seigneur d'Aigremont.
- Gérard d'Aigremont (mort après 1160), dit Sans Terre : il a quatre enfants (le nom de sa femme est inconnu, peut-être de la famille de Bourmont) :
  - Olry d'Aigremont (mort vers 1209-1214) : marié avec Damette de ???, il a deux enfants :
    - Gérard d'Aigremont (mort avant 1214) : cité dans une charte de 1189 de l'abbaye de Cherlieu, probablement mort avant 1214.
    - Marie d'Aigremont (morte après 1189): citée dans une charte de 1189 de l'abbaye de Cherlieu.

  - Barthélemy d'Aigremont (mort après 1189) : cité dans une charte de 1173 de l'abbaye de la Crête et dans une autre de 1189 de l'abbaye de Cherlieu.
  - Godefroi d'Aigremont (mort après 1189) : cité dans une charte de 1173 de l'abbaye de la Crête et dans une autre de 1189 de l'abbaye de Cherlieu.
  - ??? d'Aigremont (mort avant 1214) : cité dans une charte de 1189 de l'abbaye de Cherlieu, marié avec ??? de Blondefontaine.
- Olry d'Aigremont (mort après 1164) : qui fut prévôt de Saint Geosmes.
- Vilain d'Aigremont (mort après 1168) : prieur de Varennes, puis abbé de Molesme.
- Gertrude d'Aigremont (morte après 1170) : mentionnée dans une charte de 1170.
- Reine d'Aigremont (morte après 1170) : mentionnée dans une charte de 1170.
- Michelle d'Aigremont ou Milette d'Aigremont (morte après 1176) : mariée avec Gérard de Bourmont, avec qui elle a au moins quatre enfants (Foulques, Renier, Vilain et Louis de Bourmont).

## Sources
- Marie Henry d'Arbois de Jubainville, Histoire des Ducs et Comtes de Champagne, 1865.
- L'abbé Grassot, Les seigneurs de Choiseul, 1887.
- Henri de Faget de Casteljau, Recherches sur la Maison de Choiseul, 1970.
- Gilles Poissonnier, Histoire des Choiseul, 1996.